# Triệu Văn Ngô
Triệu Văn Ngô (sinh ngày 14 tháng 1 năm 1955) quê ở xã Cảnh Tiên huyện Trùng Khánh tỉnh Cao Bằng. Ông là một tướng lĩnh của Quân đội Nhân dân Việt Nam với quân hàm Trung tướng. Ông nguyên là Phó Tham mưu trưởng Quân khu 1.

## Sự nghiệp
Năm 17 tuổi, ông tình nguyện tham gia nghĩa vụ quân sự.
Tháng 8 năm 1972, ông trở thành chiến sĩ Đại đội 1, Đoàn T7, Quân khu Việt Bắc khi tham gia chiến dịch hỗ trợ miền Nam Việt Nam chống đế quốc Mỹ
Tháng 12 năm 1972, ông là chiến sĩ Đại đội 1, Tiểu đoàn 79, Đoàn 304. 
Tháng 3/1973, ông vào Mặt trận Tây Nguyên trong đội hình của Quân đoàn 3. Ông là chiến sĩ Tiểu đoàn 1, Trung đoàn 25, Bộ Chỉ huy Quân sự tỉnh Đắc Lắk, Quân khu 5.
Tháng 10 năm 1976, ông được kết nạp vào Đảng Cộng sản Việt Nam.
Từ tháng 10 năm 1976 đến tháng 5 năm 1978, Ông được cử đi học tại Trường Văn hóa Quân khu 5, sau đó là học viên Trường Sĩ quan Lục quân 2. Đến tháng 12 năm 1978, ông được phân công làm Trung đội trưởng Đại đội 20, Tiểu đoàn 5, Trung đoàn 852, Quân khu 1.
Tháng 2 năm 1979, Ông được đề cử giữ chức Chính trị viên, sau là Đại đội trưởng Đại đội 10, Tiểu đoàn 9, Trung đoàn 852, Sư đoàn 322, Quân khu 1.
Tháng 3 năm 1982, đồng chí được cấp trên cử đi học tại Trường Quân chính Quân khu 1. Đúng một năm sau kết thúc chương trình học tập, tháng 3 năm 1983, ông được bổ nhiệm giữ chức Tiểu đoàn trưởng Tiểu đoàn 9, Trung đoàn 852, Sư đoàn 346, Quân đoàn 26, Quân khu 1.
Tháng 9 năm 1985, ông là học viên Học viện Lục quân của Bộ Quốc phòng. Do yêu cầu nhiệm vụ, ông được điều động vào công tác miền Nam, từ tháng 9 năm 1985 đến 9 năm 1988, ông là cán bộ thuộc Trạm T67, Quân khu 7, sau đó giữ chức Phó Ban Tác chiến Trung đoàn 310, Sư đoàn 302, Quân khu 7.
Tháng 11 năm 1991, ông được bổ nhiệm Trưởng Ban Tác chiến Sư đoàn 302, Quân khu 7. Đến tháng 9 năm 1992, ông giữ chức Trung đoàn phó kiêm Tham mưu trưởng, sau đó là Trung đoàn trưởng Trung đoàn 88, Sư đoàn 302, Quân khu 7. Xây dựng quân đội nơi địa bàn các tỉnh miền Trung Trung bộ.
Tháng 9 năm 1996, ông tiếp tục được đơn vị cử đi học tại Học viện Quốc phòng. Tháng 3 năm 1999, ông được điều động giữ chức Chỉ huy trưởng Ban Chỉ huy Quân sự huyện Chợ Mới, tỉnh Bắc Kạn.
Tháng 8 năm 2000, ông là Phó Tham mưu trưởng Bộ Chỉ huy Quân sự tỉnh Bắc Kạn. Tháng 7 năm 2004, ông giữ chức Phó Chỉ huy trưởng kiêm Tham mưu trưởng Bộ Chỉ huy Quân sự tỉnh Bắc Kạn. Đến tháng 11 năm 2008, ông giữ chức Chỉ huy trưởng Bộ Chỉ huy Quân sự tỉnh Bắc Kạn.
Tháng 8 năm 2012, ông được điều động đến công tác tại Quân khu, giữ chức Phó Tham mưu trưởng Quân khu 1.
Tháng 12/2012, ông được Đảng, Nhà nước  Cộng hoà xã hội chủ nghĩa Việt Nam phong quân hàm Thiếu tướng Quân đội nhân dân Việt Nam. Năm 2015, ông nghỉ hưu theo chế độ tại thành phố Bắc Kạn.
Ông được Nhà nước Cộng hoà xã hội chủ nghĩa Việt Nam tặng thưởng Huân chương Quân công hạng nhất, Huân chương Bảo vệ Tổ quốc hạng nhất, Huân chương Chiến công hạng nhất và nhiều danh hiệu cao quý khác.